# John Anster Fitzgerald
John Anster Christian Fitzgerald (1819-1906) fue un pintor de hadas y retratista de la época victoriana. Fue apodado "Fairy Fitzgerald" (Fairy es hada en español). Muchas de sus pinturas de hadas son oscuras y contienen imágenes de espectros, demonios y referencias al uso de drogas. Su trabajo ha sido comparado con los paisajes surrealistas y pesadillescos de El Bosco y Pieter Brueghel el Viejo.

## Biografía
Se desconoce con exactitud el año de su nacimiento en Lambeth, en el sur de Londres. Era de ascendencia irlandesa, hijo del poeta menor William Thomas Fitzgerald. Parece haber sido bautizado en la iglesia de Santa María, Lambeth, el 5 de febrero de 1823. Fue probablemente el mayor o el segundo de al menos cinco hijos.
En 1849 Fitzgerald se casó con Mary Ann Barr (Marylebone, 5 de agosto de 1830-Mawson Row, 1899) y criaron al menos cuatro hijos y dos hijas.
Como artista, Fitzgerald parece haber sido en gran medida autodidacta. Su trabajo se mostró por primera vez en la Royal Academy of Arts, Londres, en 1845. También expuso en la Institución Británica, la Sociedad de Artistas Británicos y la Royal Watercolour Society. A finales de la década de 1850 creó una serie de hadas navideñas para The Illustrated London News.
Fitzgerald dio a sus obras títulos poco descriptivos; vendedores y coleccionistas de arte los renombraron con frecuencia, provocando gran confusión en su canon artístico. Algunos de los títulos de Fitzgerald, como El sueño de la pipa y El soñador cautivo, sugieren que «Fitzgerald estaba familiarizado con los fumaderos de opio, los cuales, junto al cloral y el láudano, representaban la escena de las drogas victoriana».
Fitzgerald creó «notables pinturas de hadas de pura fantasía, que rara vez se basan en un tema literario». Sus pinturas a menudo usan colores brillantes, especialmente rojos, azules y púrpuras. Produjo una importante serie de pinturas sobre el tema del petirrojo, entre otras: ¿Quién mató al petirrojo?, Petirrojo defendiendo su nido y Hadas durmiendo en un nido de pájaro, esta última adornada con un marco hecho de ramitas.
Reclusivo por naturaleza, Fitzgerald tenía conexiones limitadas con otros artistas. Solo frecuentaba principalmente en su club de Londres, el Savage Club. Tras su muerte, sus camaradas en el club lo recordaban como un experto imitador de los grandes actores de generaciones anteriores, Edmund Kean, Charles Kemble y William Macready.
La última obra que Fitzgerald exhibió en la Royal Academy, en 1902, fue una imagen de Alicia en el país de las maravillas. Los falsificadores de arte del siglo XX han creado activamente pinturas de hadas engañosamente atribuidas a Fitzgerald. Las falsificaciones se descubrieron cuando los análisis revelaron pigmentos modernos. Su obra llamó la atención del público gracias a la exposición de 1998 de pinturas de hadas victorianas en la Academia Real de Artes, desde entonces sus pinturas se han vendido por hasta £ 500,000, aunque la mayoría se venden a precios entre las £ 30,000 y £ 120,000.
Su hija menor, Florence Harriet Fitzgerald (1857-1927), fue pintora y escultora, y esposa del paisajista Walter Follen Bishop (1856-1936) desde 1889.

## Selección de obras

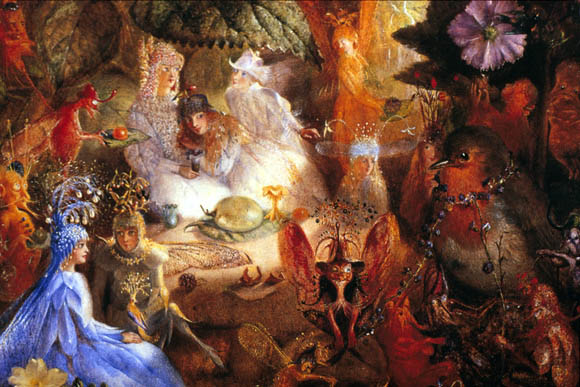
El petirrojo cautivo.
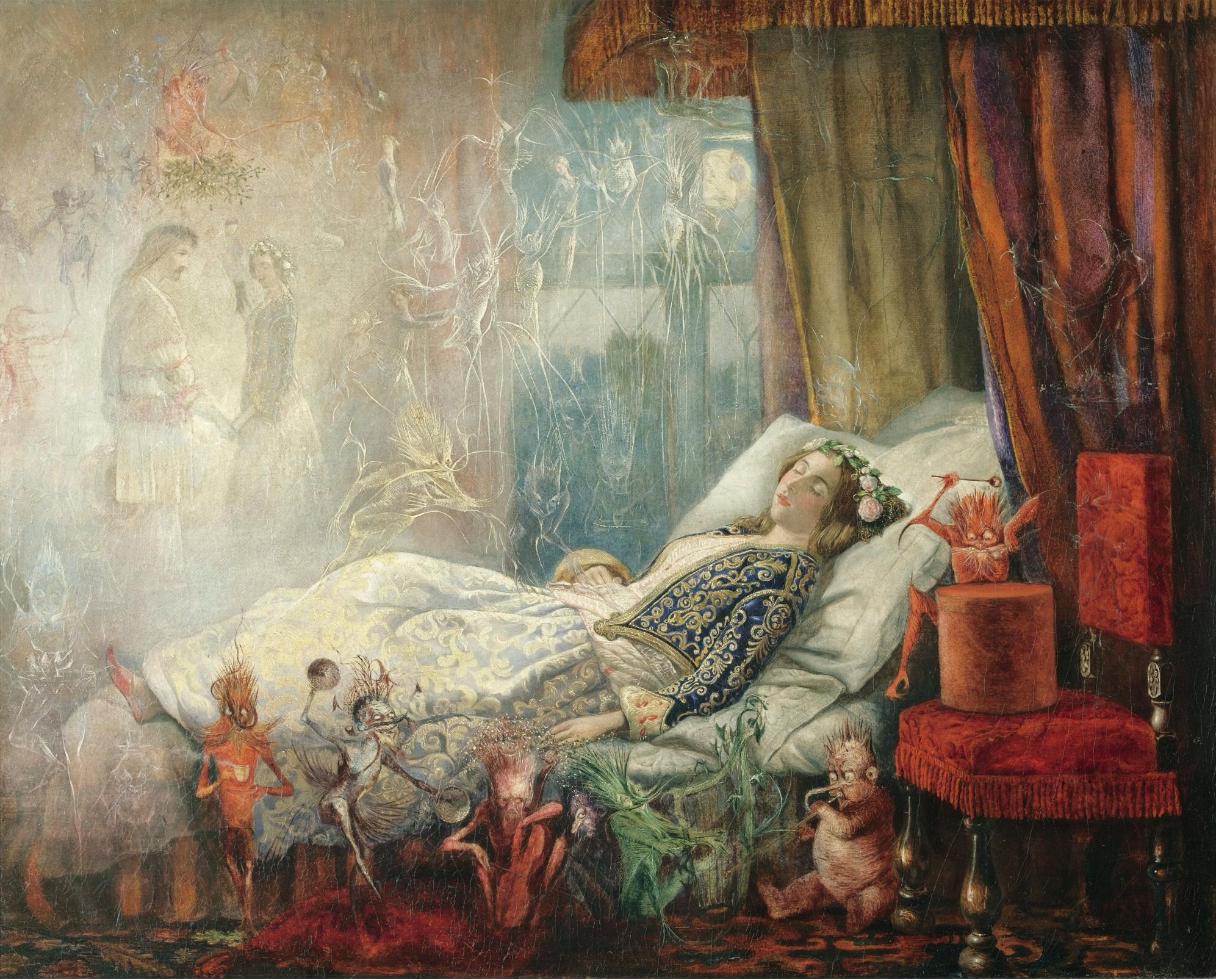
Sueños.
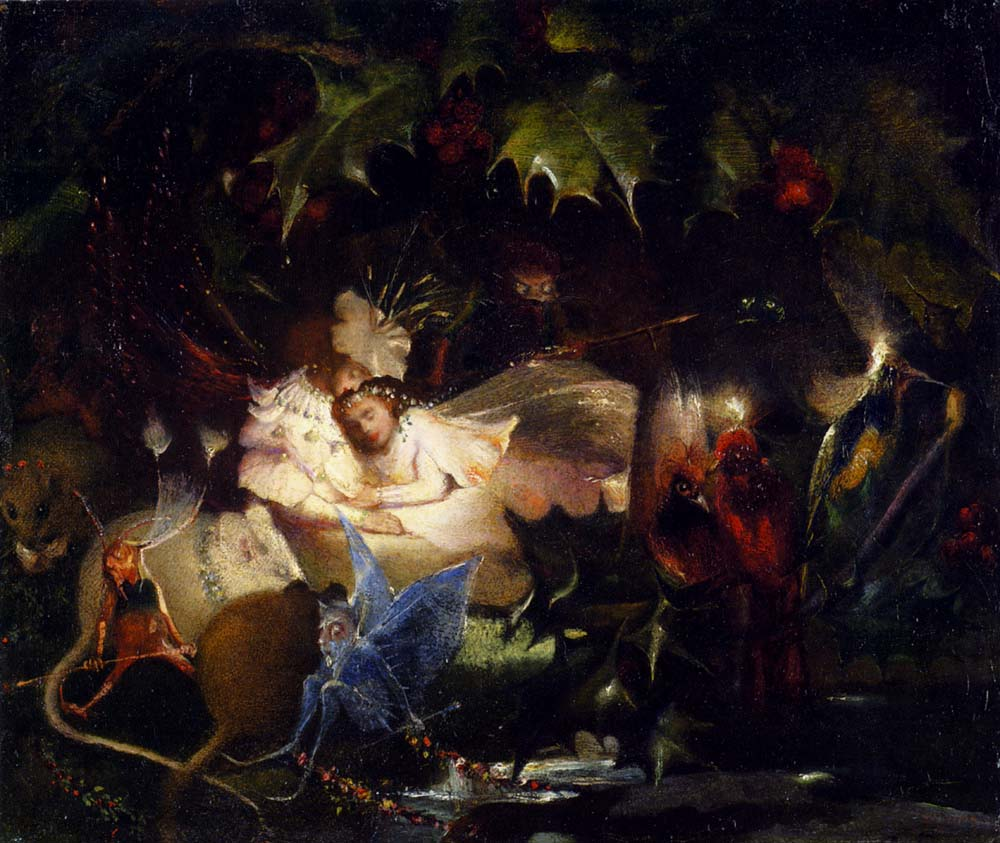
El cenador de las hadas.
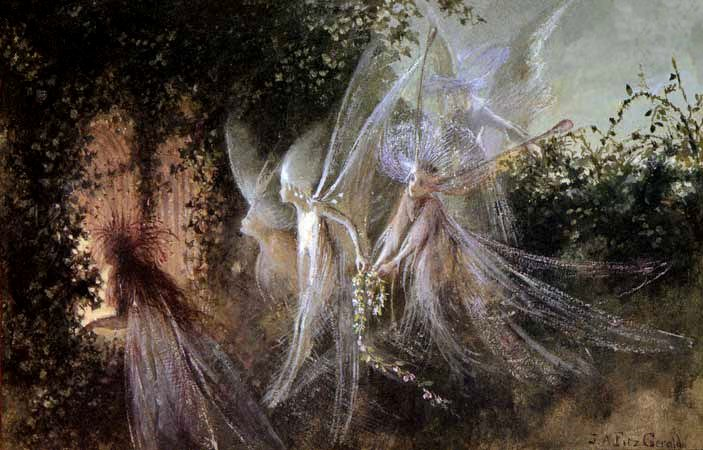
Pasaje de hadas.
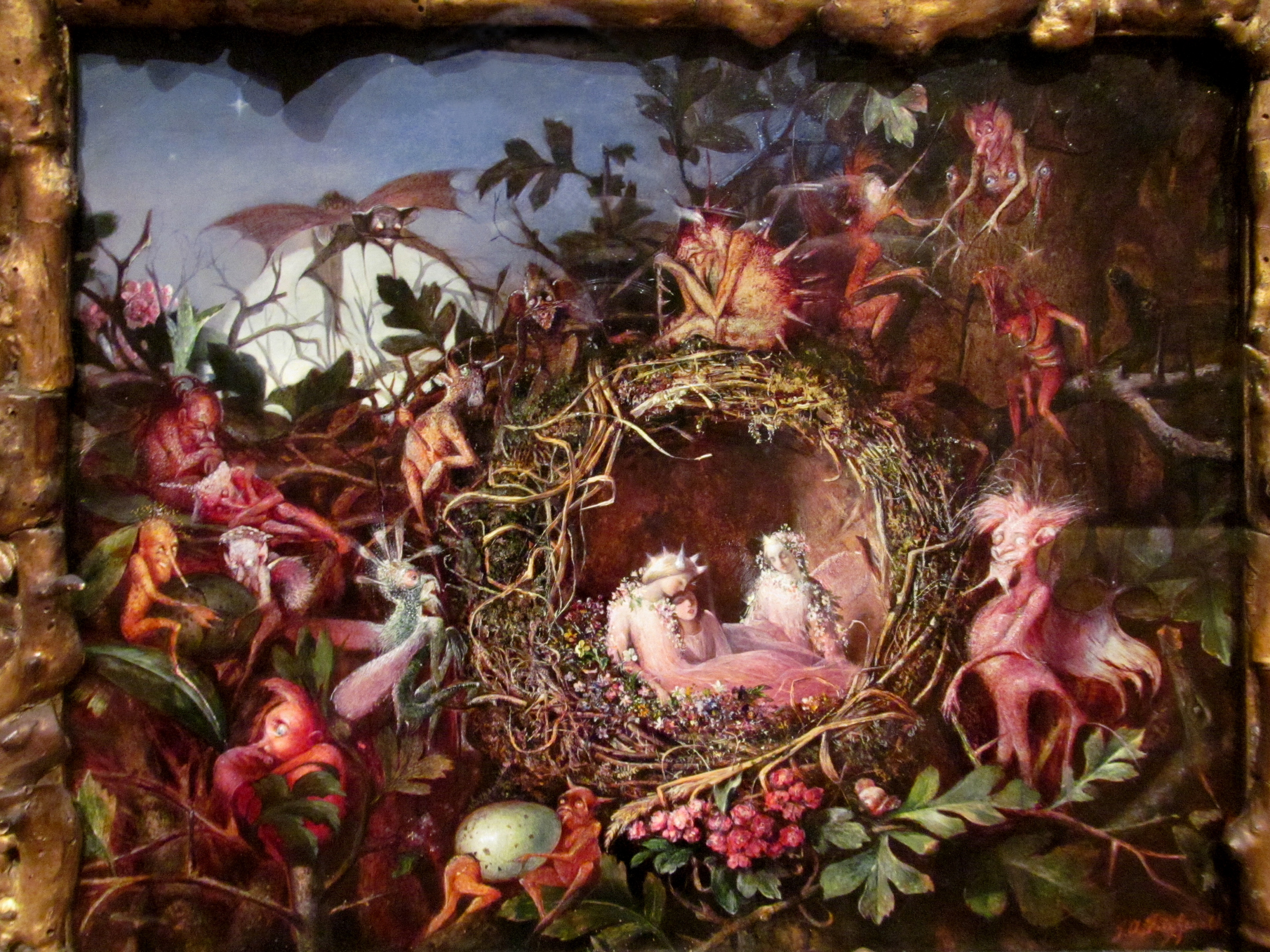
Hadas en un nido de pájaros.
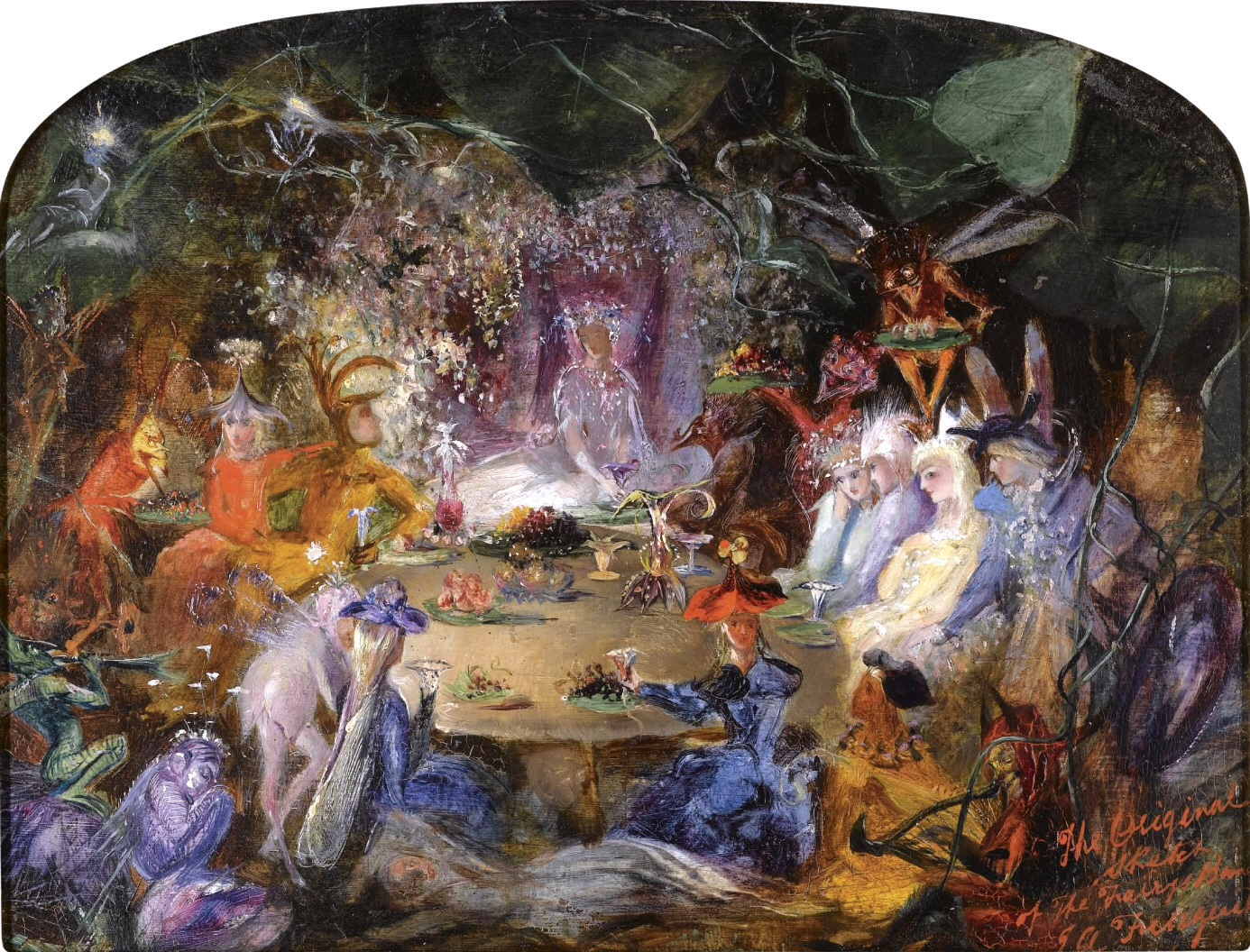
El banquete de las hadas.
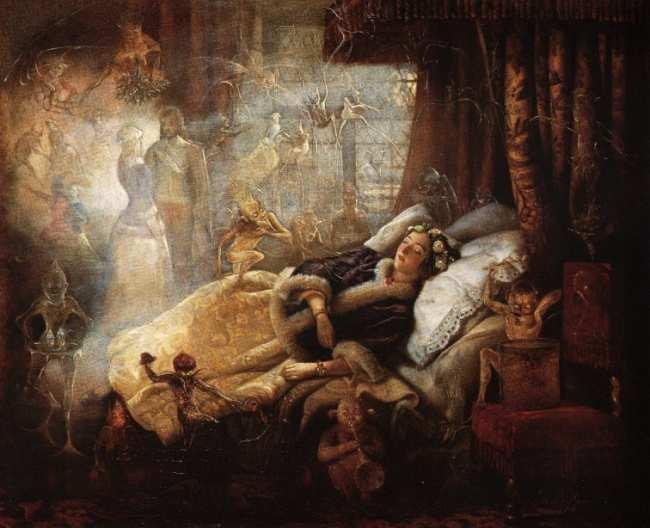
Sueños.
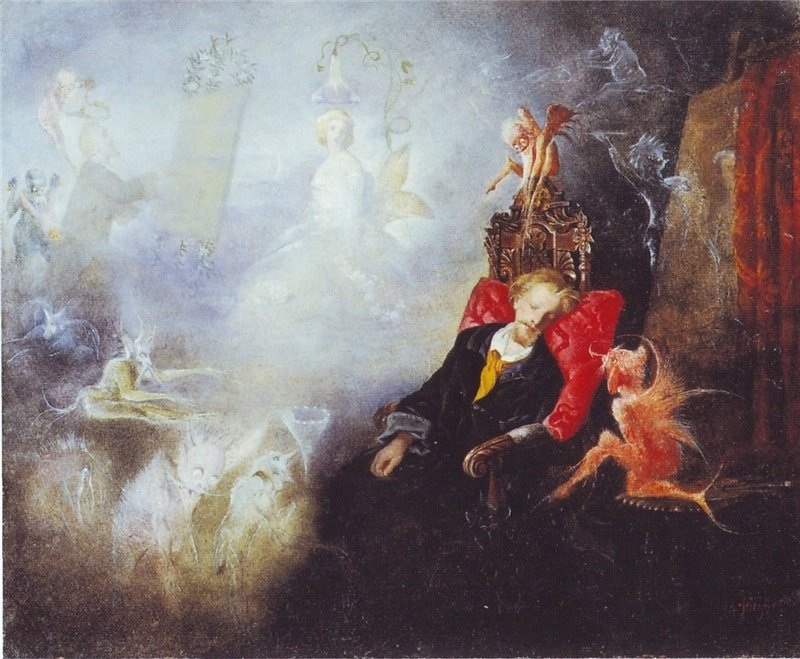
El sueño del artista.
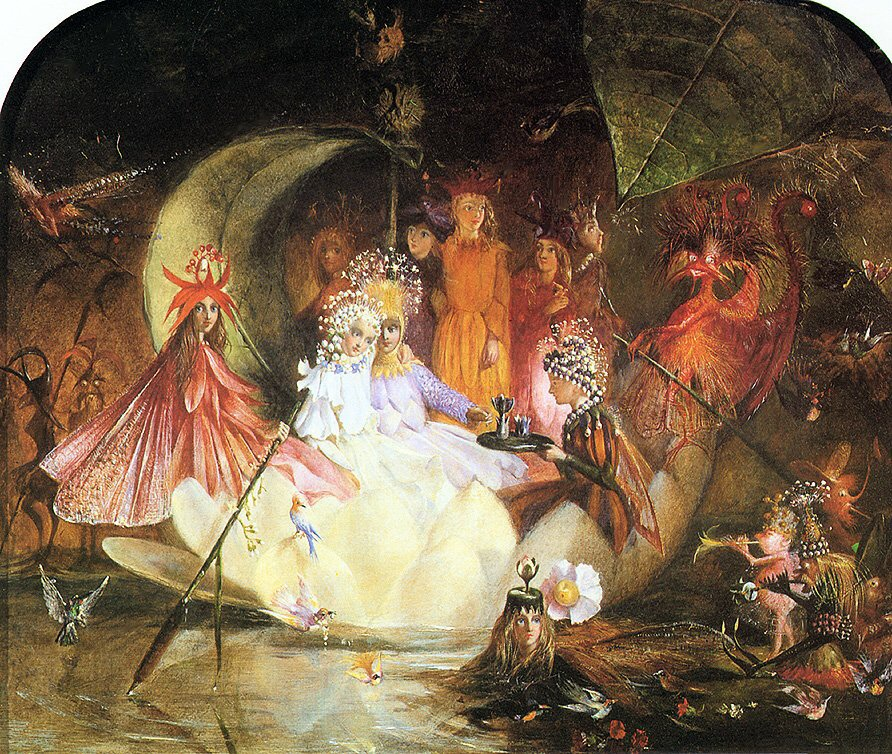
La barca de las hadas.
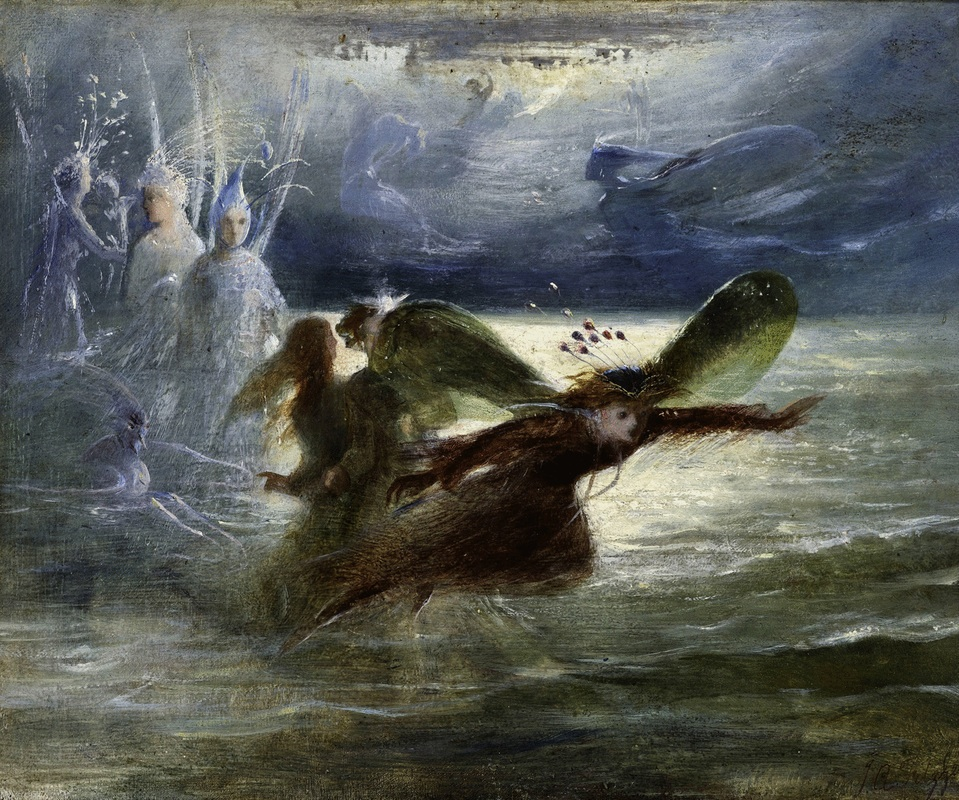
Espíritus marinos en vuelo.